# Hans Abrahamsen
Hans Abrahamsen (ur. 23 grudnia 1952 w Kopenhadze) – duński kompozytor.
Początkowo uczył się gry w szkole na waltorni. Później studiował teorię muzyki w Duńskiej Królewskiej Akademii Muzycznej, gdzie jego nauczycielami byli Per Nørgård i Pelle Gudmundsen-Holmgreen.
Jest jednym z reprezentantów kierunku w muzyce duńskiej zwanego „Ny Enkelhed” („Nowa Prostota”).
Kawaler Orderu Danebroga (2000). Laureat prestiżowej duńskiej Nagrody Fundacji Muzycznej Léonie Sonning za rok 2019.